# Eckhard Weise

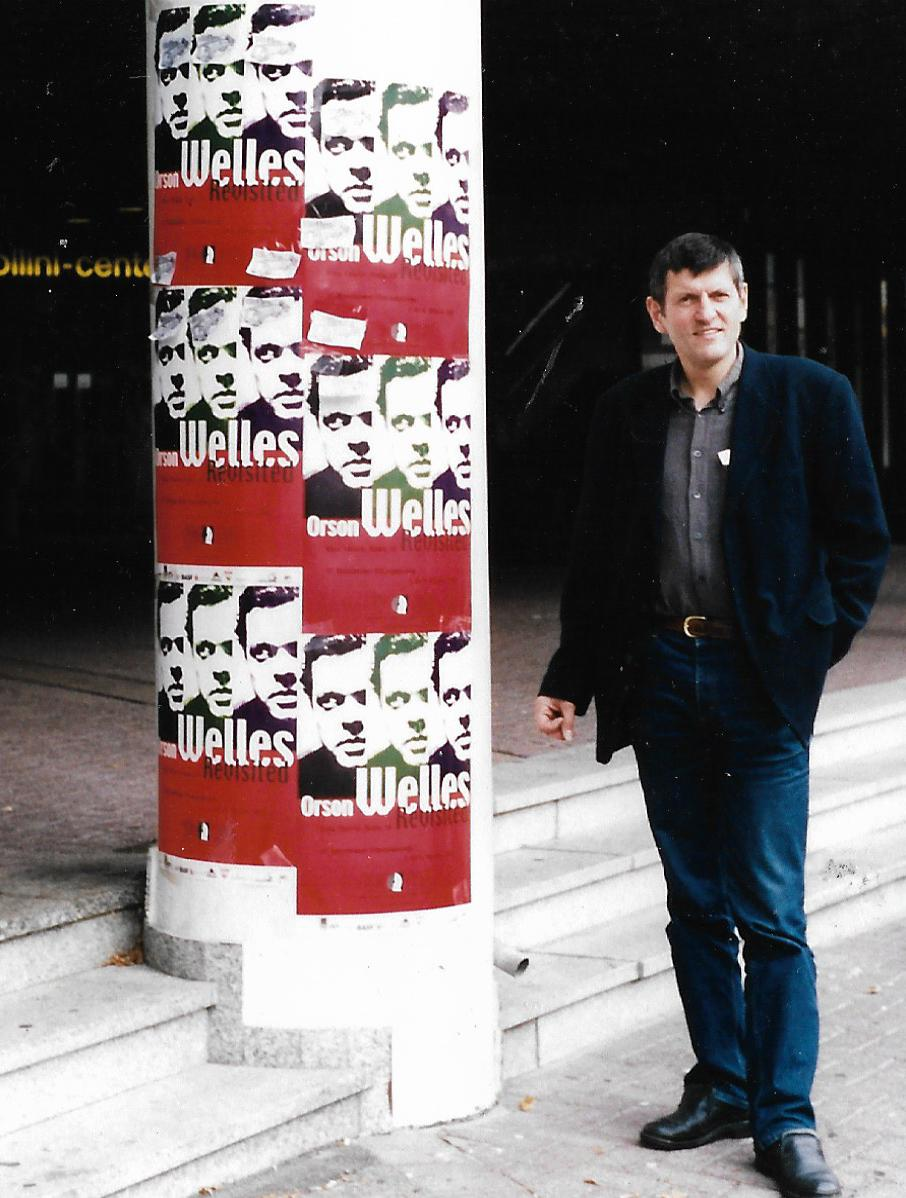
Eckhard Weise, 2002

Eckhard Weise (* 20. März 1949 in Rendsburg)  ist ein deutscher Schriftsteller.

## Leben
Eckhard Weise wurde als Kind einer Kindergärtnerin und eines Zollbeamten geboren, er hat zwei Brüder. Von 1966 bis 1970 besuchte er das Gymnasium in Rendsburg. Er studierte Schwedisch, Landeskunde und Nordistik an der Universität Göteborg und später Germanistik, Nordistik, Psychologie, Psychoanalyse und Politologie an der Freien Universität Berlin. Hier sympathisierte er mit dem Studentenverband und der Künstlerorganisation im Umfeld der maoistischen KPD (AO). Infolgedessen geriet Weise als Lehramtskandidat auf die Liste der Berufsverbote.

Von 1980 bis zu seiner Pensionierung im Sommer 2012 unterrichtete Eckhard Weise dennoch als verbeamteter Lehrer an einem Oberstufengymnasium im hessischen Bad Hersfeld sowie in den integrierten Abteilungen der kaufmännischen Berufsschule die Fächer Deutsch und Gemeinschaftskunde bzw. Politik und Wirtschaft. Hier betreute Weise von August 1982 bis Januar 2013 die Redaktionen verschiedener Schülerzeitungen, unter anderem die des Obersburger II, die mit der Ausgabe 22 jeweils den 2. Platz des Schülerzeitungswettbewerbes des Landes Hessen 2011 sowie den Wettbewerb der Bundesrepublik Deutschland 2012 in der Kategorie EinSatz für eine bessere Gesellschaft gewann.
Von 1964 bis 2020 publizierte Eckhard Weise unter anderem drei Monographien im Rowohlt-Verlag und eine im Wiesenburg-Verlag, vier Lyrikbände, zwei Bände mit Erzählungen sowie drei Bände mit Textsorten aus den drei grundlegenden Gattungen der Literatur: Lyrik, Dramatik und Epik sowie einen Roman.
Weise war zweimal verheiratet, seine zweite Frau, die Ergotherapeutin Regina Weise, starb 2019. Aus der ersten Ehe mit Nina Weise gingen drei Kinder hervor.

## Ehrungen und Auszeichnungen
- 2004 Stipendium im „Zentrum für Schriftsteller und Übersetzer“ (Baltic Centre for Writers and Translators) auf Gotland
- 2010 Stipendiat des „Zentrum für Schriftsteller und Übersetzer“ (Three Seas Writers’ & Translator’s Council) auf Rhodos.[4]

## Werke
Sachbücher
- 1975: Sergej M. Eisenstein (Monographie, Rowohlt Verlag) ISBN 3-499-50233-X.
- 1987: Ingmar Bergman (Monographie, Rowohlt Verlag) ISBN 3-499-50366-2 (aktualisierte Neuauflage 1997).
- 1996: Orson Welles (Monographie, Rowohlt Verlag) ISBN 3-499-50541-X.
- 2018: Reisen im Bergmanland. Eine Annäherung an Ingmar Bergman und Schweden in Text und Bild (Reiseführer sowie Lebens- und Werkmonographie, Wiesenburg Verlag) ISBN 978-3-95632-627-1.

Fiktionale Werke
- 2008: Nicht im Traume denke ich daran! 56 Gedichte aus dem wahren Leben. Wiesenburg-Verlag, Schweinfurt, ISBN 978-3-940756-21-3.
- 2010: Drei Frauen am Meer. (Geschichten), Wiesenburg-Verlag, Schweinfurt, ISBN 978-3-942063-36-4.
- 2010: Zwischen den Jahreszeiten. (Gedichte), Wiesenburg-Verlag, Niederwerrn, ISBN 978-3-940756-83-1.
- 2012: böses kaum hassen, gutes tun lassen. (Gedichte), Wiesenburg-Verlag, Schweinfurt, ISBN 978-3-943528-16-9.
- 2016: Die Zeit, als das Wünschen noch geholfen hat, ist vorbei? Niemals! (Gedichte, Aphorismen, Märchen), Wiesenburg-Verlag, Schweinfurt, ISBN 978-3-95632-399-7.
- 2017: Lebensbegleiter. (Geschichten), Wiesenburg-Verlag, Schweinfurt, ISBN 978-3-95632-596-0.
- 2017: Frühling, Sommer, Herbst, Winter. (Haiku, Senryū u. a. Gedichte, Kurzgeschichten, Erzählungen, Aphorismen sowie szenische Darstellungen), Wiesenburg-Verlag, Schweinfurt, ISBN 978-3-95632-602-8.
- 2019: Fliehendes Flüchtige. (Haiku, Senryūs u. a. Gedichte, Aphorismen, Anekdoten, Kurzgeschichten, Märchen, Essay, Farce, Kurzdrama), Tredition-Verlag, Hamburg, ISBN 978-3-7482-9159-6 (Paperback), ISBN 978-3-7482-9161-9 (E-Book).
- 2020: Reisen der Sehnenden. Im Kino, in Büchern, Bildern, in der Musik und anderswo.(Ein Roman der Facetten), Tredition-Verlag, Hamburg, ISBN 978-3-347-00317-0 (Paperback), ISBN 978-3-347-00318-7 (Hardcover), ISBN 978-3-347-00319-4 (E-Book).
- 2024: Der Bestseller in Deutschland, "Drei Frauen am Meer", erscheint im Dezember 2024 auf Französisch unter dem Titel "Trois Femmes à la Plage"

Beiträge
- 1980: Alfred Hitchcock und die deutschen Ängste. Diskussionsbeitrag zu der Behauptung des Filmwissenschaftlers Karsten Witte, Hitchcocks Filme Der zerrissene Vorhang und Topas seien antikommunistisches Machwerke. In: medium. Zeitschrift für Hörfunk, Fernsehen, Film, Presse. Hrsg. Gemeinschaftswerk der evangelischen Publizistik, Frankfurt a. M., 10. Jg., Heft 10, Oktober 1980, S. 35 f.
- 1990: Astrid Lindgren und ihre Filme (Essay), Journal Film, Hrsg. Kommunales Kino Freiburg ISSN 0724-7508.[5]
- 1998: Ingmar Bergmans Romane Den goda viljan (1992) / Die besten Absichten (1993), Söndagsbarn (1993) / Sonntagskinder (1996) und Enskilda samtal (1996) / Einzelgespräche (1996) sowie die Autobiographien Laterna magica (1987) / Mein Leben (1987) und Bilder (1990) / Bilder (1991)[6][7][8]
- 2004: Textsammlung zu Ingmar Bergman, im writer-in-residence-Jahr in Visby auf Gotland entstanden: Abschied in Nahaufnahme. Die schwedische Porträtserie 3 × Ingmar Bergman[9]; Der Drei-Generationen-Tragödie zweiter Teil. Das ZDF zeigt den Ingmar-Bergman-Klassiker Szenen einer Ehe – und seinen knapp 30 Jahre jüngeren Nachfolger. Erstveröffentlichung am 30. Juli 2004 in der Frankfurter Rundschau; Europäischer Filmpreis für Liv Ullmann. Die Schauspielerin und Regisseurin wird in Barcelona geehrt[10]; „Zirkus Bergman“ – Ein Familienunternehmen. Der Meisterregisseur hat es verstanden, fast jedes seiner neun Kinder künstlerisch an sich zu binden.[11]
- 2005: Auf der anderen Seite des Windes. Der berühmteste nicht veröffentlichte Film oder Wie im Jahre 2005 des Genies Orson Welles (nicht) gedacht wurde. (Essay). Veröffentlichung am 14. Dezember 2005 in Die Rheinpfalz.
- 2006: Liebe geht durch das Wort (Kurzgeschichte). Erstveröffentlichung in Nordhessen intim. Ein Lesebuch, Verlag Wortwechsel, Kaufungen, ISBN 3-935663-16-1;[12]
- 2007: Der Satten Sprechgesang (Gedicht). Erstveröffentlichung in der Anthologie best german underground lyric 2006, Acheron-Verlag, Leipzig, ISBN 978-3-9810222-4-7; Unter Tannen (Kurzgeschichte). Erstveröffentlichung in Weihnachtsgeschichten für Erwachsene, Band 1, Mohland Verlag, Goldebek, ISBN 978-3-86675-049-4; Sommertraumnacht (Ballade). Erstveröffentlichung in der Fernweh-Anthologie Wander-Lust, BoD, Nordersted, ISBN 978-3-8334-9113-9.
- 2008: Klimawandel I (Gedicht). Erstveröffentlichung in der Großstadt-Anthologie Block-Satz, BoD, Nordersted, ISBN 978-3-8370-4559-8.
- 2009: Wanderers Nachtlied. Erstveröffentlichung in der Kriminalanthologie Mord am Konradsberg. Und andere Verbrechen[13] ISBN 978-3-939475-11-8; Vor der Erinnerung (Kurzgeschichte). Erstveröffentlichung in Grenzerfahrungen. Anthologie zu den Zweiten Berner Bücherwochen. Vorwort von Peter Sodann, Geest-Verlag, Vechta, ISBN 978-3-86685-215-0.
- 2010: Gute Nacht! (Gedicht). Erstveröffentlichung in der Ehe-Anthologie Schleier-Haft, BoD, Nordersted, ISBN 978-3-8391-5031-3.
- 2011: The Times They Are A-Changin', für Kurras  (Gedicht). Erstveröffentlichung in der Lyrik-Anthologie BlackBox Germany 2011, Acheron-Verlag, Leipzig, ISBN 978-3-9810222-1-6.
- 2013: Reisen im Bergmanland. Für Ingmar Bergman zum 14. Juli (Reiseessay).[14]